# 3054 Strugatskia
3054 Strugatskia eller 1977 RE7 är en asteroid i huvudbältet som upptäcktes den 11 september 1977 av den rysk-sovjetiske astronomen Nikolaj Tjernych vid Krims astrofysiska observatorium på Krim. Den har fått sitt namn efter det ryska författar brödraparet Arkadij och Boris Strugatskij.
Asteroiden har en diameter på ungefär 26 kilometer och den tillhör asteroidgruppen Themis.